# کری گوفی
کری گوفی (انگلیسی: Cary Guffey؛ زادهٔ ۱۰ مهٔ ۱۹۷۲) یک هنرپیشه اهل ایالات متحده آمریکا است.
از فیلم‌ها یا برنامه‌های تلویزیونی که وی در آن نقش داشته‌است می‌توان به برخورد نزدیک از نوع سوم، کلانتر و بچه فضایی، همه چیز برای من اتفاق می‌افتد اشاره کرد.